# Плавін (Любуське воєводство)
Плавін (пол. Pławin) — село в Польщі, у гміні Старе Курово Стшелецько-Дрезденецького повіту Любуського воєводства.
Населення — 242 особи (2011).
У 1975-1998 роках село належало до Гожовського воєводства.

## Демографія
Демографічна структура станом на 31 березня 2011 року:
|          | Загалом | Допрацездатний вік | Працездатний вік | Постпрацездатний вік |
| -------- | ------- | ------------------ | ---------------- | -------------------- |
| Чоловіки | 128     | 24                 | 94               | 10                   |
| Жінки    | 114     | 21                 | 74               | 19                   |
| Разом    | 242     | 45                 | 168              | 29                   |